# Stavkí (Rusia)
Stavkí (del ruso: Ставки́) es un jútor del raión de Slaviansk del krai de Krasnodar, en el sur de Rusia. Está situado en los arrozales situados entre los distributarios del delta del Kubán y las marismas colindantes, 50 km al noroeste de Slaviansk-na-Kubani y 117 al noroeste de Krasnodar, la capital del krai. Tenía 65 habitantes en 2010.
Pertenece al municipio Chernoyerkovskoye.

## Historia
El nombre de la localidad, fundada por colonos pescadores cosacos del Mar Negro a principios del siglo XIX, proviene de la palabra ucraniana para "presa" o "estanque.